# Земляк Василь Сидорович
Васи́ль Земля́к (справж. — Вацлав Сидорович Вацик (Вацек), чеськ. Václav Vacek; * 23 квітня 1923, Конюшівка — † 17 березня 1977, Київ) — український письменник і кіносценарист чеського походження, лауреат Шевченківської премії.

## Життєпис

### Ранні роки (1923-1941)
Народився 23 квітня 1923 року в селі Конюшівці (нині Липовецького району Вінницької області) в селянській сім'ї.
Батько майбутнього письменника, Вацек Сидір Йосипович (чех за походженням), народився і жив в с. Миколаївці, працював кравцем у поміщика Горлінського. Дочка господаря — Катерина стала його дружиною.
По батьковій лінії рід його походить із Чехії, звідки в 1874 році в Україну переселився прадід майбутнього письменника.
У документах Вацлава замість батькового прізвища Вацек (тобто малий Вацлав) в сільраді записали Вацик, очевидно, несвідомо намагаючись трохи українізувати. Так воно й фігурувало в документах.
Коли Василь закінчив три класи, у 1933 родина переїхала до чеських родичів і одержала житло в с. Миколаївка, там й оселилась до початку Другої світової війни, доки не звела своєї хати.
До 1937 року Василь навчався у чеській Миколаївській неповносередній школі(семирічка). У старших класах Василь Вацик був місцевою знаменитістю, бо писав свої перші вірші, п’єси, оповідання. По закінченню у 1939 році Юзефівської середньої школи,  отримавши атестат десятирічки, він  вступив до Харківського училища Ц.П.Ф. (цивільного повітряного флоту).

### Воєнний час (1941-1944)
Весною 1941-го повернувся у Миколаївку. Мати, Катерина Олександрівна, якраз напередодні грізних подій війни тяжко занедужала й просила сина провідати її. Василь приїхав, а тут напад фашистів.
Восени 1941 року 18-річний Василь Вацик згуртував навколо себе друзів, колишніх співучнів із навколишніх сіл під час Другої Світової війни.
Щоб вберегти батьків та родичів від переслідувань фашистів, Василь взяв собі прізвисько – Земляк.
В лютому-березні 1942 року група в складі Вацика, Корнюка, Моркеса розпочали диверсійні акти на території Самгородоцького району. У травні цього ж року на дорозі між Махнівкою і Калинівкою, між станціями Миколаївка та Голендри пустили під укіс ворожий ешелон.
Улітку 1943 року на Юзефо-Миколаївському цукровому заводі створено підпільну групу. В її складі і продовжував боротьбу 20-річний Василь Вацик. А невдовзі іде в Ружинське партизанське зʼєднання Павла Шуляка, де спершу командує взводом, а потім окремим кінним загоном ім. О.Суворова, що діяв на території Вінницької, Житомирської і Київської областей.
Під час війни Вацика було двічі поранено (обидва рази кульові в ноги). Вперше влітку 1942 року, вдруге на початку 1944 року.  Спершу легко спекався від рани, та наступне лікування в Погребищі прикувало до ліжка й поставило на милиці.

### Повоєнні роки (1944-1957)
З червня 1944р. по листопад 1945 працює завідуючим плановим відділом в Козятинському райвиконкомі. Після цього працював керівником радгоспного відділку в селищі Червоному. Навесні 1946 року Василь Сидорович був змушений звільнитися через конфлікт з налаштованим проти нього керівництвом.
З 24 травня 1946 року став працювати у газеті «Радянська Житомирщина» (зараз «Житомирщина»). Із липня 1949 року Василь Вацик уже завідувач сільськогосподарського відділу в газеті, а з 9 вересня 1951-го – її відповідальний секретар. Загалом в газеті пропрацював 12 років до 1958 року.
Закінчив факультет мови та літератури Бердичівського учительського інституту (1948-1950).
Навчався на заочному відділені Житомирського сільськогосподарського інституту(1950-1954).
У 1955 році в журналі «Дніпро» у номерах 2, 3, 4 був надрукований твір «Рідна сторона. Поліська повість», вперше підписаний псевдонімом Земляк. Повість була надрукована у журналі Дніпро. Автора зробив знаменитим переклад повісті російською мовою та видання в популярній серії «Роман-газета», читання повісті на всесоюзному радіо.Наступного року повість вийшла окремим виданням.
У 1957 вийшла повість «Кам’яний Брід».
В Житомирі є одне місце, що служить найкращою пам’яттю про письменника – це знаменита Голова Чацького – мальовнича скеля над рікою Тетерів. Одна із найвідоміших «візитівок» обласного центру свого часу замалим не стала жертвою прагматизму комунальників, які видобували камінь для післявоєнної відбудови міста на кам’янистих річкових схилах. Лише завдяки сміливим публікаціям В. Вацика на сторінках «Радянської Житомирщини» (а часи тоді були сталінські) скелю Голова Чацького було врятовано.
В 1957 році 34-річного Земляка прийняли до Спілки письменників України.

### Ранній київський період (1958-1966)
У 1958 році переїхав до Києва, оскільки був запрошений на роботу головним редактором видавництва «Молодь».. З родиною з 1958 року жив у Києві на вулицях Білоруській та Обсерваторній.
У 1961 році вступив в Київську сільськогосподарську академію (зараз Національний університет біоресурсів і природокористування України (НУБіП України).
У 1963–1966 роках головний редактор Київської кіностудії імені О. П. Довженка, після цього працював керівником сценарної майстерні цієї ж студії.

### Пізній київський період (1967-1977)
З 1967 року жив у будинку № 2 на вулиці Юрія Коцюбинського.
Помер 17 березня 1977 року від хвороби шлунку протягом 7-8 років.

Могила Василя Земляка

Похований на Байковому кладовищі.

### Особисте життя
В 1944 році в госпіталі 21-річний Василь познайомився з медсестрою(звʼязковою) Ольгою Кузьмівною Чубар (1917-2005) (родом із Мармуліївки Володарського району Київської області) з якою невдовзі одружився. 
Дочка Олеся Земляк - працювала завідуючою інформаціно-бібліографічного відділу Наукової бібліотеки ім. Максимовича Київського національного університету ім. Т. Шевченка.
Василь, як і багато письменників того часу, що пройшли війну, захоплювався полюванням

## Творчість

### Ранні роки (1945-1957)
Друкуватися почав від 1945. У перших оповіданнях і нарисах («Родина Сосніних», «Вони залишились невідомими», «Дочка лісника» та ін.) зобразив недавнє воєнне минуле.
У 1955 році вийшов друком перший великий твір 32-річного Василя Земляка «Рідна сторона. Поліська повість».
За плечима, в минулому — юнацькі враження довоєнної дійсності (його вабило небо, й він, сільський хлопець із Вінниччини, став курсантом авіаучилища в Харкові), жорстоко скорочена війною молодість, тяжкий військовий досвід (був партизаном і звідав увесь драматизм боротьби з окупантами в їхньому тилу).
Повісті «Рідна сторона» та «Кам'яний Брід» (1957) присвячені темі українського повоєнного села, ці твори зображували цікаві, взяті з життя колізії, давали начерки колоритних характерів, розширювали «географію» образно освоюваної дійсності. У літературному контексті середини 50-х років вони поставали і як твори художньо своєрідні, і як помітна данина часові з «типовими» рисами так званої колгоспної прози.

### Середні роки (1960-1966)
Творче змужніння Василя Земляка, як письменника, що вже мав власну тему й своєрідний стиль, засвідчили два наступні його твори — повісті «Гнівний Стратіон» (1960) і «Підполковник Шиманський» (1966), які явили читачеві вже досвідченішого й сформованішого автора. Оперті в своїй основі на факти часів війни (а їх письменник часто брав із особистого досвіду), ці повісті, порівняно з двома попередніми, майстерніше побудовані сюжетно, значно читабельніші й, разом із тим, виразніші: загальний їх тон здобуває ту окресленість, гнучкість, що найперш асоціюються з творчою особистістю письменника.
Працюючи на Київській кіностудії ім. Олександра Довженка, він створює низку сценаріїв, названих, утім, кіноповістями, — «Олесь Чоботар», «Новели Красного дому» (1963), «Останній патрон». Письменник відчуває смак до динамічного сюжету, до чітко вираженого протиборства сил, яке межує з пригодництвом. Але при цьому не втрачає набутого раніш, тобто загалом не міняє вже вироблених манери мовлення й погляду на зображуваний світ.

### Пізні роки (1960-1966)
В 1971 році в журналі «Дніпро», 1971. № 1—3) публікується роман «Лебедина зграя». В 1977 виходить другий роман цієї дилогії «Зелені Млини». Ці твори були відзначений посмертно 1978 році Державною премією України імені Тараса Шевченка.
Письменник на тривалий час став об'єктом дискусій про українську прозу 1970-х років, хоча спершу критика була не вельми одностайною в оцінці цього роману.
«Лебедина зграя» найпереконливіше засвідчила висхідний напрям його творчості й стала вінцем пошуків у галузі стилю та характерології, ввібравши в себе весь попередній досвід. «Зелені Млини» доводили сюжет цього роману до часів Другої світової війни. Задумані були й виношувались «Веселі Боковеньки», третя частина твору, який мав би розгорнутися в епопею. Але цілком здійснити задумане Землякові не судилося через його смерть у 1977 році.
«Лебедина зграя» і «Зелений Млин» втілена в образі села Вавилон історія українського Побужжя, починаючи з пореволюційних подій, коли виникали комуни й точилася смертельна «класова» боротьба, й кінчаючи визволенням краю навесні 1944-го від фашистських окупантів. Елементи умовності, фантастики, гротеску допомагають читачеві помічати в історії й історіях вавилонських не тільки пряме, а й додаткове, друге значення, що асоціюється не просто з ідеєю, а з її філософічністю. Все, що відбувається у Вавилоні чи поблизу нього, знаходить відповідний коментар в устах  «самодіяльного» філософа Левка Хороброго.
У творі проблема оповідача взагалі належить до особливо складних і значущих, оскільки йдеться не про стиль, не так про точку зору, як про оцінну позицію — героїв, автора, читача.
Події, зображені в романі-дилогії  адресовані в життя, в реальність з конкретним змаганням сил, соціально, історично породжених. У «Лебединій зграї» це — бідняки, яких об'єднують у комуну, а з іншого боку, на другому полюсі — багатії, колишні власники — Бубели, Гусаки, Раденькі тощо. Тільки Явтушок Голий стоїть посередині, вагаючись, перебігаючи з табору в табір залежно від політичної погоди. Щоправда, деякий час намагається лишитися не те щоб «над», а «побіля» поєдинку й «філософ» Левко Хоробрий.
Одна з найприкметніших ознак твору — багатство й виразність соціально-психологічного типажу героїв, які справді сягають рівня типів, розмаїття живих, опуклих, тонко вималюваних характерів. Максим Тесля і Клим Синиця, «поет-сировар» Володя Яворський і Лель Лелькович, Орфей Кожушний і його (та, власне, не його) Мальва, брати Соколюки й Харитон Гапочка, Явтушкова Пріся й Паня Ластовенко, навіть зовсім епізодичні персонажі, як-от Тихін та Одарка, що любили обідати по сусідах надурняка, — кожен постає перед нашим зором як живий, думає, говорить і діє по-своєму, за велінням тільки йому притаманної «природи». А разом узяті вони й утворюють ту цілісність, ім'я якій народ — у конкретно-історичній соціальній його характеристиці.
За багатством деталей і подробиць майже ніде не губиться значущість: різні «побіжні» описи, сцени, міркування не просто цікаві, а й важливі, змістовні з погляду загальної ідеї твору (хоч тут, треба визнати, відбилися ідеологічні домінанти тодішньої радянської літератури, зокрема у трактуванні «революційного перетворення» дійсності та «соціалістичного будівництва»). Образ Явтушка — одне з найбільших досягнень автора — не виняток у цьому плані, так само як і яскраві описи побуту, звичаїв, сільського життя загалом.
Діалектика життєвих змін і сталості «основ життя» — це стихія Василя Земляка, Вавилон із його глибинними традиціями перетворюється, можна сказати, в нас на очах, щоб під кінець роману «вичерпати себе історично і соціально» (мовиться, правда, про назву) та стати Веселими Боковеньками. Разом з тим, є й у Вавилоні, й у Глинську, й у тих Веселих Боковеньках щось вічне, неперехідне — як народ, що тут живе й буде жити. Нащо вже Явтушок, цей гріх Вавилона, — його ненадія й непевність, а й він під кінець «знаходить себе» у благородному ділі. І Левко Хоробрий, не без філософського натяку, так підсумовує його життєвий шлях: «Він оживе в синах, в онуках і правнуках, і буде сукатися його ниточка в народі, доки існуватиме любов до землі й доки житиме носій тієї любові — селянин, з усіх суспільних витворів людських, може, найскладніший і найсуперечливіший». Вірний собі автор не втримується, щоб і тут не підправити високості цих слів уже Прісиним висновком у стилі цілого роману: «Згадаєте мене, що цей диявол переживе і сам Вавилон…».
Лебедину зграю» перекладено польською, німецькою, чеською, болгарською мовами.
В останні роки життя Василь Земляк створив трагедію «Президент» (1974 — 1976), присвячену боротьбі й смерті національного героя Чилі Сальвадора Альєнде.

### Переклади творів
Переклади творів Земляка англійською виконував А. М. Біленко.

## Фільмографія
Автор сценаріїв фільмів:
- «Люди моєї долини» (1960, у співавт.);
- «Новели Красного дому» (1963);
- «Дочка Стратіона» (1964, співавтор і режисер В. Левін);
- «На Київському напрямку» (1967, співавтор і режисер В. Т. Денисенко);
- «Важкий колос» (1969, у співавт.);
- «Зухвалість» (1971);
- «Вавилон XX» (1980, співавтор і режисер І. В. Миколайчук).

## Нагороди, пам'ять

Меморіальна дошка

Лауреат Шевченківської премії (1978, посмертно). Нагороджений орденом «Знак Пошани» й медаллю.
В Києві, на вулиці М. Коцюбинського, 2 де з 1968 по 1977 рік працював письменник в 1983 році встановлено меморіальну дошку (бронза, барельєфний портрет, скульптор І. В. Макогон, архітектор О. С. Тамаров).

Стенди, присвячені письменнику, в міському історичному музеї Козятина (Вінницька область), листопад 2019 року

В міському історичному музеї Козятина (Вінницька область) є меморіальний куток письменника, адже він у дитинстві жив на Козятинщині, зокрема в одному з чеських сіл району.
В журналі "Перець" № 11 за 1973р розміщено дружній жарж А. Арутюнянца , присвячений 50-літтю Василя Земляка.